# Pierre Samuel
Pierre Samuel (París, 12 de septiembre de 1921 - París, 22 de agosto de 2009) fue un matemático francés.

## Biografía
En 1940 comenzó estudios en la École Normale Supérieure, pero la ocupación de Francia durante la Segunda Guerra Mundial hizo qaue se incorporara como partisano en Saboya. Acabada la guerra, concluyó sus estudios en la universidad de Princeton en la que se doctoró en 1947, con una tesis de geometría algebraica dirigida por Oscar Zariski. Al volver a su país ese mismo año, comenzó a trabajar en el Centro Nacional para la Investigación Científica y se incorporó en el grupo N. Bourbaki, en el que tuvo una participación muy activa, ejerciendo de secretario cuando lo dejó Dieudonné, y que ya no abandonó hasta 1971 al cumplir los cincuenta años.

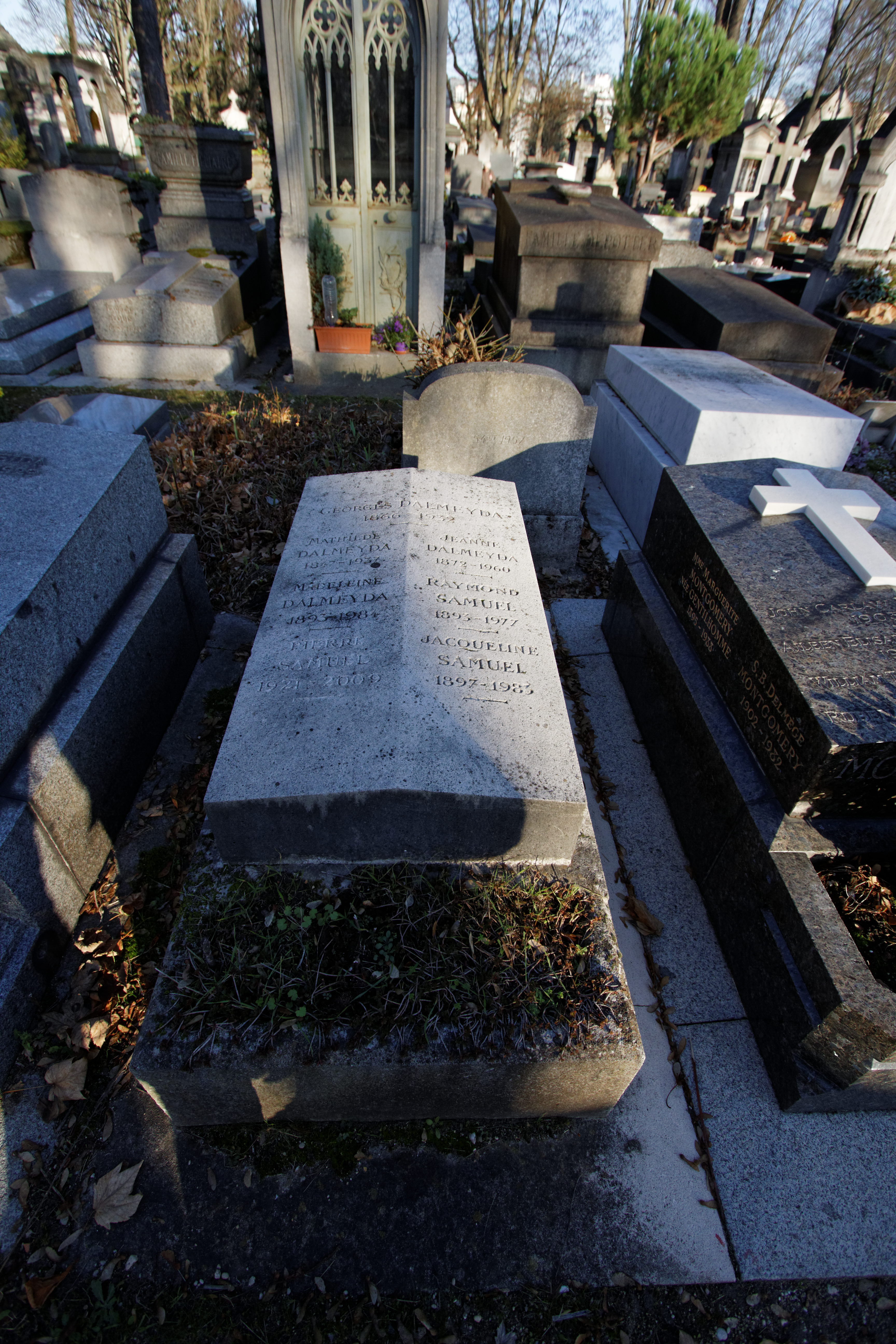
Tumba de Samuel y su familia en el cementerio de Pere Lachaise de París.

En 1949 obtuvo una plaza docente en la universidad de Clermont-Ferrand que ocupó hasta 1961 cuando fue trasladado en la Universidad de París. A partir de esta fecha también dio cursos complementarios en el 'École normale supérieure de jeunes filles en Sèvres. 
Samuel es recordado por sus trabajos en álgebra conmutativa y sus aplicaciones en la geometría algebraica. Su libro Commutative algebra (1958) en dos volúmenes y escrito conjuntamente con Oscar Zariski se convirtió en un clásico en la materia.
Samuel fue un hombre de convicciones progresistas. En mayo de 1968, apoyó a los estudiantes reformistas y ayudó a incrementar la presencia de las mujeres en el campo de las matemáticas, publicando en 1975 un documentado libro de temática feminista: Amazones, guerrières et gaillardes. En 1970, con su colega y amigo Alexander Grothendieck, fundó la organización ecologista Survivre et vivre que abandonó en 1973 para unirse a la menos radical Red Amigos de la Tierra.